# Paulo Henrique Rodrigues Cabral
Paulo Henrique Rodrigues Cabral (Fenais da Luz, 23 de outubro de 1996) é um futebolista profissional português que atua como defensor, atualmente defende o Santa Clara

## Carreira
Paulo Henrique fez parte do elenco da Seleção Portuguesa de Futebol nos Jogos Olímpicos de Verão de 2016.